# Ted Post
Ted Post (ur. 31 marca 1918 w Nowym Jorku, zm. 20 sierpnia 2013 w Santa Monica) – amerykański reżyser telewizyjny i filmowy.

## Najważniejsze filmy
- Legenda Toma Dooley’a (1959)
- Powieście go wysoko (1968)
- W podziemiach Planety Małp (1970)
- Szkoła kochania (1973)
- Siła magnum (1973)
- Columbo (odc. pt. Sprawa immunitetu (1975) i Sprawa honoru (1976))
- Porządni faceci ubierają się na czarno (1978)
- Spartanie (1978)
- Mordercza noc (1980)
- Cagney i Lacey (1981); pilot późniejszego serialu
- Dyliżans do Lordsburga (1986)
- Ludzka tarcza (1992)